# Roberto García Orozco
Roberto García Orozco (Mexico-Stad, 24 oktober 1974) is een Mexicaans voormalig voetbalscheidsrechter. Hij was in dienst van de FIFA en CONCACAF tussen 2007 en 2018. Ook leidde hij van 2004 tot 2019 wedstrijden in de Primera División.
Op 28 januari 2004 leidde García zijn eerste professionele wedstrijd in de Mexicaanse eerste divisie. De wedstrijd tussen Atlas Guadalajara en Puebla eindigde in een 11 gelijkspel. García gaf in dit duel zesmaal een gele kaart aan een speler. Vijf jaar later, op 17 september 2009 floot hij zijn eerste wedstrijd in de CONCACAF Champions League. Deportivo Saprissa en Columbus Crew troffen elkaar in de groepsfase (0–1). García deelde vier gele kaarten uit.
García werd aangesteld als scheidsrechter op het Wereldkampioenschap voetbal onder 17 in 2011 en het Wereldkampioenschap voetbal onder 20 in 2013. In 2012 was hij een van de zestien scheidsrechters op de Olympische Zomerspelen. Hij leidde twee wedstrijden. García was tevens actief in het kwalificatietoernooi voor het Wereldkampioenschap voetbal 2014. In maart 2013 noemde de FIFA García een van de vijftig potentiële scheidsrechters voor het wereldkampioenschap voetbal. In juni en juli 2015 was hij actief op zowel de Copa América als de CONCACAF Gold Cup.

## Interlands
| Datum             | Plaats                            | Wedstrijd                       | Uitslag | Competitie                | Kreeg geel | Kreeg voor de tweede keer geel en dus rood | Weggestuurd |
| ----------------- | --------------------------------- | ------------------------------- | ------- | ------------------------- | ---------- | ------------------------------------------ | ----------- |
| 8 juli 2009       | Columbus, Verenigde Staten        | El Salvador – Canada            | 0 – 1   | Gold Cup 2009             | 2          | 0                                          | 0           |
| 13 oktober 2010   | Chester, Verenigde Staten         | Verenigde Staten – Colombia     | 0 – 0   | Vriendschappelijk         | 3          | 0                                          | 0           |
| 26 maart 2011     | East Rutherford, Verenigde Staten | Verenigde Staten – Argentinië   | 0 – 0   | Vriendschappelijk         | 4          | 0                                          | 0           |
| 22 januari 2012   | Glendale, Verenigde Staten        | Verenigde Staten – Venezuela    | 1 – 0   | Vriendschappelijk         | 4          | 0                                          | 1           |
| 9 juni 2012       | San Pedro Sula, Honduras          | Honduras – Panama               | 0 – 2   | WK 2014 kwalificatie      | 1          | 0                                          | 0           |
| 29 juli 2012      | Londen, Engeland                  | Engeland – V.A.E.               | 3 – 1   | Olympische Spelen 2012    | 2          | 0                                          | 0           |
| 1 augustus 2012   | Glasgow, Schotland                | Egypte – Wit-Rusland            | 3 – 1   | Olympische Spelen 2012    | 1          | 0                                          | 0           |
| 13 oktober 2012   | Guatemala, Guatemala              | Guatemala – Jamaica             | 2 – 1   | WK 2014 kwalificatie      | 5          | 0                                          | 0           |
| 12 juni 2013      | Seattle, Verenigde Staten         | Verenigde Staten – Panama       | 2 – 0   | WK 2014 kwalificatie      | 5          | 0                                          | 0           |
| 30 mei 2014       | Washington D.C., Verenigde Staten | Honduras – Turkije              | 0 – 2   | Vriendschappelijk         | 1          | 0                                          | 0           |
| 10 september 2014 | Houston, Verenigde Staten         | Guatemala – Honduras            | 2 – 0   | Copa Centroamericana 2014 | 4          | 0                                          | 0           |
| 12 november 2014  | Montego Bay, Jamaica              | Jamaica – Martinique            | 1 – 1   | Caribbean Cup 2014        | 2          | 0                                          | 0           |
| 16 november 2014  | Montego Bay, Jamaica              | Antigua en Barbuda – Martinique | 0 – 2   | Caribbean Cup 2014        | 1          | 0                                          | 0           |
| 18 november 2014  | Montego Bay, Jamaica              | Cuba – Haïti                    | 1 – 2   | Caribbean Cup 2014        | 1          | 0                                          | 0           |
| 14 juni 2015      | Temuco, Chili                     | Brazilië – Peru                 | 2 – 1   | Copa América 2015         | 4          | 0                                          | 0           |
| 26 juni 2015      | Viña del Mar, Chili               | Argentinië – Colombia           | 0 – 0   | Copa América 2015         | 8          | 0                                          | 0           |
| 13 juli 2015      | Kansas City, Verenigde Staten     | Panama – Verenigde Staten       | 1 – 1   | Gold Cup 2015             | 4          | 0                                          | 0           |
| 8 september 2015  | Guatemala-Stad, Guatemala         | Guatemala – Antigua en Barbuda  | 2 – 0   | WK 2018 kwalificatie      | 2          | 0                                          | 0           |
| 13 november 2015  | Kingston, Jamaica                 | Jamaica – Panama                | 0 – 2   | WK 2018 kwalificatie      | 2          | 0                                          | 0           |
| 3 juni 2016       | Santa Clara, Verenigde Staten     | Verenigde Staten – Colombia     | 0 – 2   | Copa América 2016         | 1          | 0                                          | 0           |
| 18 juni 2016      | Foxborough, Verenigde Staten      | Argentinië – Venezuela          | 4 – 1   | Copa América 2016         | 5          | 0                                          | 0           |
| 5 september 2015  | San José, Costa Rica              | Costa Rica – Panama             | 3 – 1   | WK 2018 kwalificatie      | 1          | 0                                          | 0           |
| 15 juli 2017      | Cleveland, Verenigde Staten       | Panama – Martinique             | 3 – 0   | Gold Cup 2017             | 7          | 0                                          | 0           |